# Ericsson R380
Ericsson R380 — мобильный телефон стандарта GSM, выпущенный шведской компанией Ericsson в 2000 году. Первый аппарат, к которому был официально применён термин «смартфон» — он сочетал функции телефона и КПК. Управление осуществлялось через монохромный сенсорный экран посредством клавиатуры на откидной крышке или стилусом.
Программным ядром аппарата стала Symbian OS v5.1 (адаптированная 5-я версия многозадачной 32-битной операционной системы EPOC32). Установка пользовательских программ была невозможна.
За основу разработчики приняли удачную конструкцию телефона Ericsson R320.

## Модификации
- Ericsson R380s (2000) — частотный диапазон GSM 900/1800[5].
- Ericsson R380 World (2000) — частотный диапазон GSM 900/1900[1].
- Ericsson R380e (2001) — расширена функциональность, повышена производительность, увеличено время автономной работы. Появилась возможность подключения к ПК через USB[6].